# Searching for Jerry Garcia
Searching for Jerry Garcia — другий і останній студійний альбом американського репера Proof, виданий Iron Fist Records, власним лейблом виконавця, 9 серпня 2005 р. Платівка посіла 65-ту сходинку чарту Billboard 200. Альбом названо на честь лідера Grateful Dead Джеррі Гарсії. Дата випуску релізу навмисно збіглася з десятою річницею смерті музиканта.
Proof використав імена відомих людей («Jump Biatch» спочатку мала назву «Eric Clapton Jr.») для позначення їхніх смертей, щодо яких у багатьох досі існуюють сумніви. У пісні «Kurt Kobain» репер слідував цій концепції для вираження власних думок про самогубство. За дивним збігом Маккінлі Джексон, біологічний батько Пруфа, відомий детройтський продюсер 1970-х, зробив семпл, що звучить у треці. В інтро композиції «72nd & Central» відтворено вбивство Джона Леннона. На «Gurls wit da Boom» існує відеокліп.

## Назва альбому
У статті журналу Rolling Stone пояснено причина обрання назви альбому. «Я дивився „У пошуках Боббі Фішера“ й Марк Гікс (колишній менеджер D12) поставив документальний фільм про Джеррі Ґарсію. У цій стрічці він говорив, що він ніколи не грав однаковий концерт двічі. Я також робив це за кордоном під час виступів з D12. До того ж він не переймався накладами записів — він лише хотів зробити своїх фанів щасливими… Я подзвонив у його маєток, не міг повірити, що вони дали мені дозвіл [на використання імені]! Вони не вимагали грошей». З приводу «Kurt Kobain» виконавець заявив: «Для мене є дивними обставини смерті Курта. Не думаю, що він наклав на себе руки. Однак я не стверджую, що Елвіс живий, а Тупак живе на Кубі».

## Запис платівки
Деякі пісні з альбому записано на початку 2002. Цього ж року рання версія «72nd & Central» під назвою «1x1», «Violence» та «Yzark» (останній трек увійшов до I Miss the Hip Hop Shop) стали приступними для завантаження з офіційного сайту Пруфа. У 2003 початкова версія «Clap wit Me» з'явилася на мікстейпі DJ Thoro. У 2002 «Ali» під назвою «One, Two» випустили однойменним віниловим синглом, трек також увійшов до міні-альбому The Electric Coolaid Acid Testing.

## Список пісень
| #   | Назва                                                | Автор                                                                   | Продюсер(и)                     | Тривалість |
| --- | ---------------------------------------------------- | ----------------------------------------------------------------------- | ------------------------------- | ---------- |
| 1.  | «Knice»                                              |                                                                         |                                 | 1:22       |
| 2.  | «Clap wit Me»                                        | Еміль Гейні, Дішон Голтон                                               | Emile                           | 2:41       |
| 3.  | «Biboa's Theme»                                      | Д. Голтон, Н. Спід                                                      | Nick Speed                      | 3:11       |
| 4.  | «When God Calls…»                                    |                                                                         |                                 | 0:29       |
| 5.  | «Forgive Me» (з участю 50 Cent)                      | К. Конлі, Д. Голтон, К. Джексон, Б. Джонсон, Л. Луїс, Д. Мур            | Sicknotes                       | 4:12       |
| 6.  | «Purple Gang»                                        | К. Кросс, Т. Фарріс, Л. Фішер, Д. Голтон, Р.Дж. Райс-молодший, М. Томас | B.R. Gunna                      | 3:36       |
| 7.  | «Nat Morris»                                         |                                                                         |                                 | 0:34       |
| 8.  | «Gurls wit da Boom»                                  | К. Кросс, Д. Голтон, Р.Дж. Райс-молодший                                | B.R. Gunna                      | 4:01       |
| 9.  | «High Rollers» (з участю B-Real та Method Man)       | Л. Фріс, Д. Голтон, К. Сміт                                             | B-Real                          | 3:40       |
| 10. | «Rondell Beene»                                      |                                                                         |                                 | 1:20       |
| 11. | «Pimplikeness» (з участю D12)                        | В. Карлайсл, Д. Голтон, Р. Джонсон, М. Мезерс, О. Мур, Ф. Нассар        | Salam Wreck                     | 5:10       |
| 12. | «Ali» (з участю MC Breed)                            | Е. Брід, А. Фіддлер, Д. Голтон, С. Ріверс                               | Essman; Amp Fiddler (співпрод.) | 3:38       |
| 13. | «No. T. Lose» (з участю King Gordy)                  | В. Елфорд, Д. Голтон, Дж. Маєрс, С. Вільямс                             | DJ Jewels                       | 3:30       |
| 14. | «Jump Biatch»                                        | Д. Голтон, Д. Вілліс                                                    | Ski Beatz                       | 3:34       |
| 15. | «M.A.D.» (з участю Rude Jude)                        | Д. Голтон, С. Нассар                                                    | Salam Wreck                     | 3:26       |
| 16. | «72nd & Central» (з участю Obie Trice та J-Hill)     | Дж. Гілл, Д. Голтон, С. Ріверс, О. Трайс                                | Essman                          | 4:53       |
| 17. | «Sammy da Bull» (з участю Nate Dogg та Swifty McVay) | Н. Гейл, Д. Голтон, О. Мур, Б. Перротт                                  | Dirty Bird                      | 4:48       |
| 18. | «Black Wrist Bro's» (з участю 1st Born)              | К. Конлі, Д. Голтон, К. Герд, Дж. Маєрс                                 | DJ Jewels                       | 3:22       |
| 19. | «Slum Elementz» (з участю T3 та Mudd)                | Р.Л. Олтмен, Д. Голтон, Р. Мур                                          | Mr. Porter                      | 3:57       |
| 20. | «Kurt Kobain»                                        | Е. Гейні, Д. Голтон                                                     | Emile                           | 4:50       |

Семпли
- «Clap wit Me» містить семпл з «Total Satisfaction» у вик. Brief Encounter
- «Forgive Me» містить семпл з «Ghetto Qu'ran (Forgive Me)» у вик. 50 Cent
- «High Rollers» містить семпл з «Don't Stop Loving Me» у вик. гурту L.T.D.
- «No. T. Lose» містить семпл з «Snowflake» у вик. Tamita
- «M.A.D.» містить семпл з «W.A.S.P.» у вик. гурту The Doors.
- «Black Wrist Bro's» містить семпл з фільму «Святі з нетрів»
- «Kurt Kobain» містить семпл з «Blue Sky and Silver Bird» у вик. Ламонта Дозьє

Примітки
- До складу бокс-сету обмеженого видання входив DVD з інтерв'ю й невиданими відео з європейського туру D12 2004 р. та студійних сесій запису платівки.
- На цензурованій версії трек «Jump Biatch» позначено як «Jump B***ch».

## Учасники
- Браян Ґарднер — мастеринг
- Ґуставо Ґонсалес — асистент звукоінженера (№ 5, 6, 11, 14)
- Джеремі Маккензі — асистент звукоінженера (№ 2, 8, 11, 19)
- Річард Гаредіа — зведення (№ 2, 3, 5, 6, 8, 9, 11-20)
- Браян Беррімен — звукоінженер (№ 2, 6, 8, 9, 15, 17-20)
- Джаред Ґосслін — звукоінженер (№ 12, 13, 16, 20)
- Тоні Кампана — звукоінженер (№ 3, 5, 11-13, 15, 17-18)
- Денніс Фріл, Марк Ріддл — оформлення
- Ларрі Луїс — бас-гітара (№ 5)
- Чез Конлі — клавішні (№ 5, 18)
- Ерік Кумс — гітара, бас-гітара (№ 11)
- Камасі Вашингтон — саксофон (№ 11)
- Айзек Сміт — тромбон (№ 11)
- Джозеф Леймберг — труба (№ 11)
- Трейсі Нельсон — бек-вокал (№ 11)
- Фарід Нассар — клавішні (№ 15), звукоінженер (№ 19)
- Емп Фіддлер — клавішні (№ 12)
- Шафан Вільямс — додаткові клавішні (№ 13)
- Денаун Портер — бек-вокал (№ 19)

## Чартові позиції
| Чарт (2005) | Найвища позиція |
| ----------- | --------------- |
| США         | 65              |